# أميركان نينجا 2: ذا كانفيتيشن
أميركان نينجا 2: ذا كانفيتيشن (بالإنجليزية: American Ninja 2: The Confrontation)‏، هو فيلم أمريكي من نوع أكشن، أنتجت سنة 1987م.

## وصلات خارجية
- أميركان نينجا 2: ذا كانفيتيشن على موقع IMDb (الإنجليزية)
- أميركان نينجا 2: ذا كانفيتيشن على موقع روتن توميتوز (الإنجليزية)
- أميركان نينجا 2: ذا كانفيتيشن على موقع ألو سيني (الفرنسية)
- أميركان نينجا 2: ذا كانفيتيشن على موقع Turner Classic Movies (الإنجليزية)
- أميركان نينجا 2: ذا كانفيتيشن على موقع أول موفي (الإنجليزية)
- أميركان نينجا 2: ذا كانفيتيشن على موقع بوكس أوفيس موجو (الإنجليزية)
- أميركان نينجا 2: ذا كانفيتيشن على موقع فيلمافينيتي (الإسبانية)
- أميركان نينجا 2: ذا كانفيتيشن على موقع قاعدة بيانات الأفلام السويدية (السويدية)
- أميركان نينجا 2: ذا كانفيتيشن على موقع قاعدة بيانات الفيلم (الإنجليزية)
- أميركان نينجا 2: ذا كانفيتيشن على موقع ليتربوكسد (الإنجليزية)
- أميركان نينجا 2: ذا كانفيتيشن على موقع أول موفي.